# 安曽野村
安曽野村（あそのむら）は、かつて岐阜県武儀郡にあった村である。
現在の美濃市の一部であり、美濃市安毛、曽代、前野に該当する。長良川、板取川沿いの村であった。村名は、旧・安毛村、曽代村、前野村から一文字ずつとった合成地名である。

## 歴史
- 江戸時代末期、この地域は尾張藩領であった。
- 1884年（明治17年） - 上有知村、安毛村、曽代村、前野村により、上有知村外三カ村戸長役場が上有知村に設置される。
- 1889年（明治22年）7月1日 - 上有知村外三カ村戸長役場が廃止され、安毛村、曽代村、前野村が合併し、安曽野村となる。
- 1925年（大正14年）7月18日 - 美濃町に編入される。

## 教育
- 安曽野尋常小学校

## 神社・仏閣
- 尾崎神社
- 県神社
- 薬師寺